# میس سان‌شاین کوچولو
میس سانشاین کوچولو (در انگلیسی: Little Miss Sunshine) نام فیلمی آمریکایی است که بر اساس نمایشنامه مایکل آرندت در سال ۲۰۰۶ ساخته شد. کارگردانی فیلم بر عهده زوج جاناتان دیتون و ولری فاریس بود.
بازیگران فیلم عبارت‌اند از گرگ کینر، استیو کارل، تونی کولیت، ابیگیل برسلین، آلن آرکین و پال دانو. 
فیلم میس سان‌شاین کوچولو نامزد چهار جایزه اسکار از جمله در بخش بهترین فیلم شد. نهایتاً دو جایزه اسکار را برای مایکل آرندت برای نوشتن بهترین نمایشنامه و آلن آرکین برای بازی در بهترین نقش مکمل مرد را از آن خود کرد. فیلم همچنین جایزه بهترین فیلم «ایندیپندنت اسپیریت آواردز» را از آن خود کرد.

## خلاصه داستان
«آفتاب‌خانم کوچولو» در واقع نام مسابقه رقص و آوازی است که هرساله برای دختران خردسال در ایالت کالیفرنیا برگزار می‌گردد. آلیو (به معنای زیتون) دختر یک خانواده متوسط آمریکایی است که برای شرکت در این مسابقه انتخاب می‌شود و خانواده با تمامی مشکلاتی که بر جلوی راهشان قرار دارد، برای همراهی و حمایت از آلیو تصمیم به سفر می‌گیرد.
فیلم با نمایش بخشی از یکروز اعضای خانواده شروع می‌شود. آلیو (ابیگیل برسلین) دختر کوچک و معصوم خانواده در تماشای برنامه انتخاب دختر شایسته است و در آروزی برنده شدن در این مسابقات است. برادر بزرگش دوعین (پال دانو) در حال ورزش و مطالعه کتابی از نیچه است و می‌خواهد به اهداف خود که مهم‌ترین آن ورودش به دانشکده نیروی هوایی ایالات متحده است برسد. پدربزرگ (آلن آرکین) که با آن‌ها زندگی می‌کند و مربی رقص آلیو است، مواد مخدر مصرف می‌کند. پدر خانواده ریچارد (گرگ کینر) روش‌های موفقیت را تدریس می‌کند اما مخاطب چندانی ندارد و در نهایت شرال (تونی کولیت) که مادر خانواده است، به‌دنبال برادر خود، فرنک (استیو کوریل) می‌رود که اقدام به خودکشی کرده‌است و خود را به دلایلی که برایش پیش آمده «بازنده» می‌داند.
هنگامی که خانواده کنار هم جمع می‌شوند، روابط سردی بین آن‌ها حاکم است. آنچنان که به سختی می‌توان بهبود روابط بین آن‌ها را گمانه زد. اما پس از تصمیم سفر به کالیفرنیا، اتفاقهای جدیدی می‌افتد. خانواده با یک فولکس واگن قدیمی به سفر می‌روند. این ماشین که همه افراد خانواده را در خود جای می‌دهد، به صورت یک شخصیت در فیلم حضور دارد و نشان از وسیله‌ای برای جمع شدن خانواده است. در واقع فولکس واگن سمبل خانه و جاده مسیر زندگی که خانواده در آن در حرکت می‌کند. برای کنار هم بودن کافی است یک هدف وجود داشته باشد و آن رساندن آلیو به مسابقه. برای رسیدن به هدف خود است. در این راه پرتلاطم مشکلات زیادی بروز می‌کند. ممکن است فولکس واگن دچار مشکل شود یا پدربزرگ بمیرد. اما هیچ چیز مانع از رسیدن بقیه اعضای خانواده به هدفشان نمی‌شود. هرچه از آغاز سفر می‌گذرد، پیوندی عاطفی تر میان اعضای خانواده برقرار می‌شود.
پدربزرگ خانواده (آلن آرکین) شخصیتی خوش گذران و بی‌تفاوت به مشکلات را دارد. او از خوردن غذای تکراری ناراحت می‌شود، مواد مخدر مصرف می‌کند و پایبند هیچ موضوع اخلاقی نیست. او به برد و باخت اهمیتی نمی‌دهد. اما شاید مهم‌ترین جمله فیلم از زبان پدر بزرگ بیان می‌شود وقتی آلیو به او می‌گوید می‌ترسم که فردا برنده نشوم و پدربزرگ این‌گونه جواب می‌دهد: «بازنده واقعی کسی است که از برنده نشدن واهمه دارد، او حتی برای برد تلاشی نمی‌کند.»
جالب اینجاست که در طول فیلم، تمامی حرف‌های به ظاهر پیچیده به آلیو کوچک که هفت سال دارد گفته می‌شود. و این موضوع بسان گفتگوی با کودک درون افراد بالغ است. کودکی که می‌خواهد برنده باشد. اما برای برنده شدن نیاز دارد که شاد باشد. برنده بودن دلیلی بر وجود استرس و فشار و جدا شدن از روند عادی زندگی نیست. این تعریفی است که از برد در فیلم می‌شود.
برد و باخت در واقع یک تعریف است و این تنها بهانه‌ای است برای کنار هم بودن و خوشحال بودن. همراهی خانواده در رقص غیرمنتظره دخترشان برای نباختن نیست، بلکه برای حفظ شادی است. شادی که به سادگی بدست نیامده و این بزرگ‌ترین برد آنان است. برای رسیدن به مسابقه، خانواده از مسیرهای غیرعادی می‌گذرد. برای رسیدن به هدفشان باید فولکس واگن را هل بدهند تا روشن شود. آن‌ها برای بازگشت به خانه خود بازهم باید فولکس واگن اسقاطی‌شان را هل دهند.

## نکاتی جالب در مورد فیلم

تصویری از گریگ کینیر، استیو کوریل و ابیگیل برسلین بر روی جلد مجله انترتینمنت ویکلی - آگوست ۲۰۰۶

- ساخت فیلم میس سان‌شاین کوچولو به دلایل مشکلات مالی پنج سال به طول انجامید و نهایتاً در سال ۲۰۰۶ به اتمام رسید.[۱]
- کمپانی پخش فیلم فاکس سرچ‌لایت پیکچرز، حق پخش فیلم را در جشنواره فیلم ساندنس (جشنواره فیلم‌های مستقل) به قیمت ده و نیم میلیون دلار از تهیه کنندگانش خرید. این درحالی است که ساخت فیلم در طول پنج سال، هشت میلیون دلار خرج دربرداشت.[۱]
- تهیه‌کنندگان فیلم، نمایشنامه مایکل آرندت را به مبلغ دویست و پنجاه هزار دلار از وی خریدند. نمایشنامه «میس سان‌شاین کوچولو» جایزه اسکار بهترین نمایشنامه را برای وی دربرداشت.[۱]
- شماره پلاک فولوکس واگن خانواده "153 HGA" است.[۱]
- فیلم میس سان‌شاین کوچولو، موفق به فروشی نزدیک به ۶۰ میلیون دلار، تنها در گیشه سینماهای آمریکا شد.[۲]